# Plattenbau
Plattenbau (do alemão, "platte": painel - "bau": edifício) é a técnica de construção de edifícios a partir de elementos pré-fabricados de concreto.
A técnica foi muito utilizada da Europa logo após o fim da Segunda Guerra Mundial, sendo os holandeses os pioneiros, porém, alguns edifícios em plattenbau foram construídos na Alemanha entre 1926 e 1930, copiados de sistemas de construções desenvolvidos nos Estados Unidos.
Na República Democrática da Alemanha, este tipo de construção foi largamente utilizada em todos os novos edifícios residenciais da década de 1960, principalmente na cidade que os soviéticos elegeram para ser o modelo de cidade socialista: Eisenhüttenstadt.

## Galeria de imagens

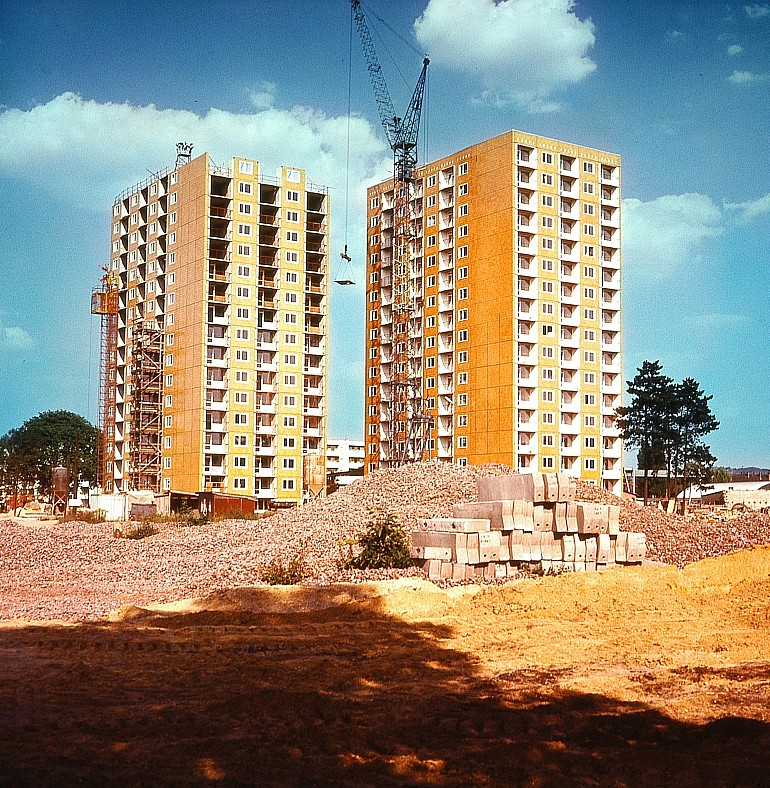
Edifícios fabricados em Dresde na década de 1970
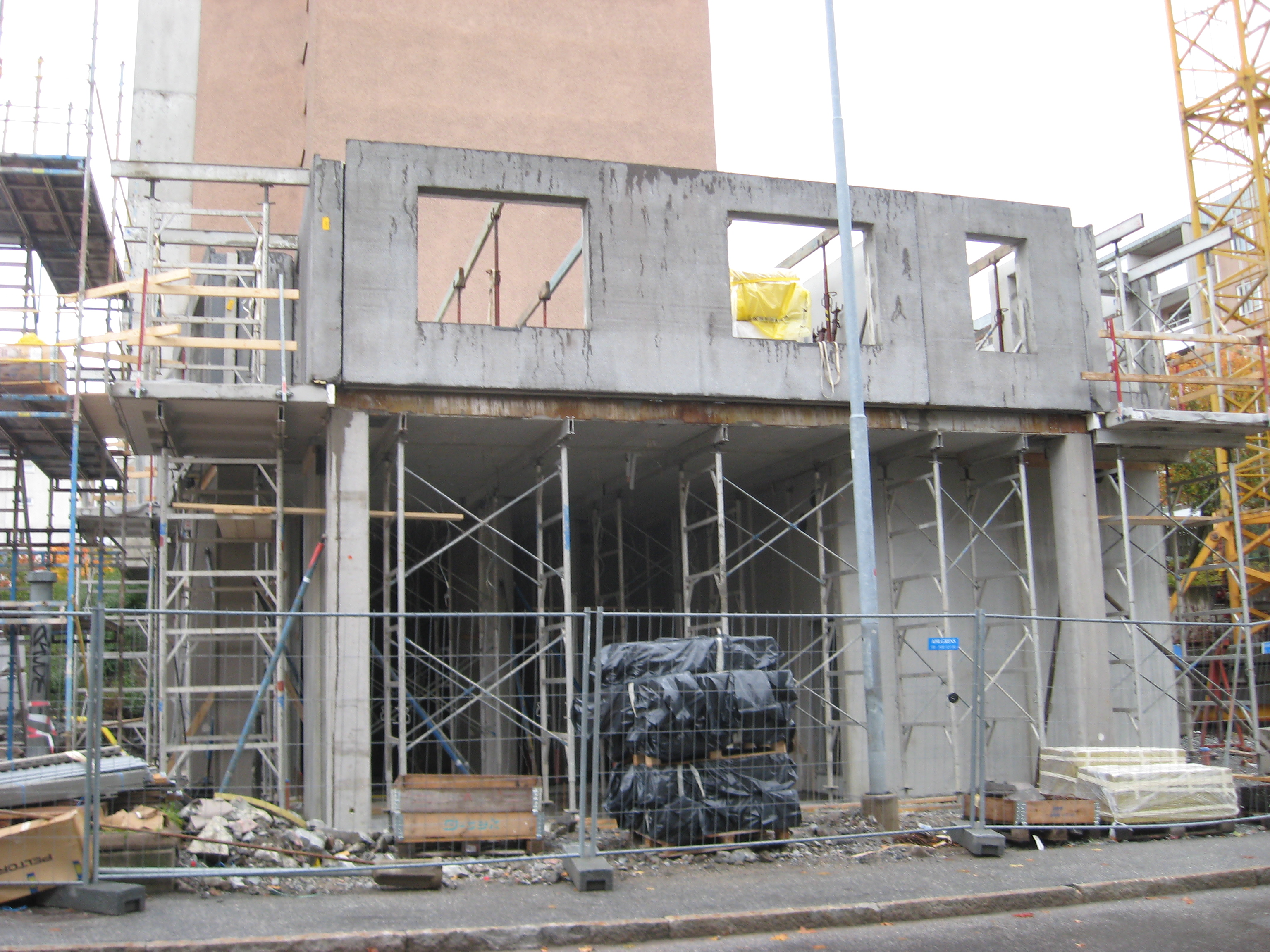
Técnica do Plattenbau sendo usado em novo edifício (2009)
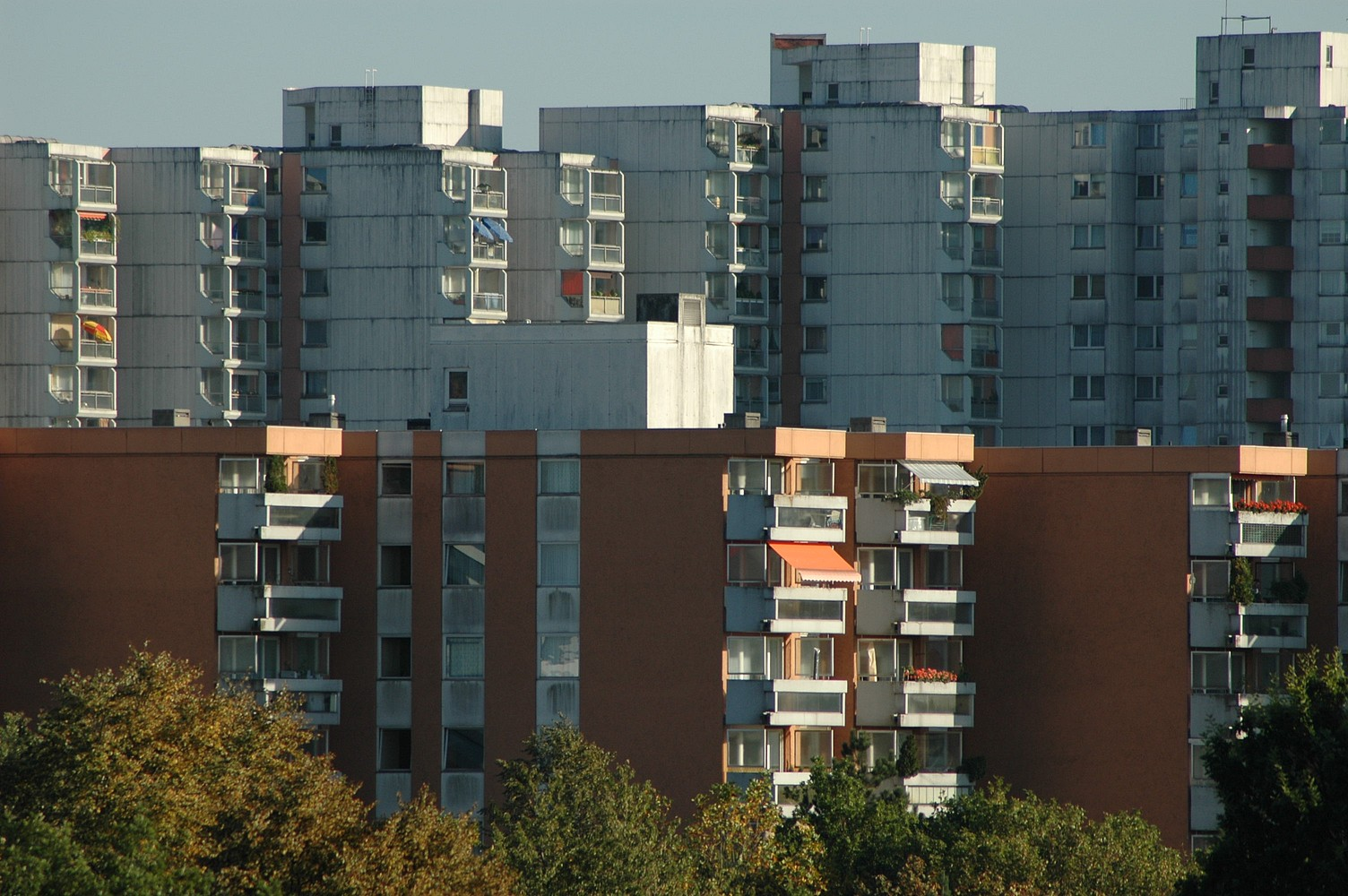
Edifícios de Munique construídos com as técnicas do Plattenbau